# Медаль «За оборону Радянського Заполяр'я»
Меда́ль «За оборо́ну Радя́нського Заполя́р'я» — медаль, державна нагорода СРСР. Введена указом Президії Верховної Ради СРСР 5 грудня 1944 року. Автор медалі — підполковник Алов, доробка — художника Кузнецова.

## Опис
Медаль «За оборону Радянського Заполяр'я» має форму правильного круга діаметром 32 мм, виготовлена з латуні.
На лицьовому боці медалі — зображення погруддя солдата з автоматом у кожусі і шапці-вушанці, обабіч погруддя — силуети бойового корабля і літаків, у нижній частині — танків. По колу медалі напис «За оборону Советского Заполярья». Внизу — стрічка і п'ятикутна зірочка на ній. У центрі зірочки — серп і молот.
На зворотному боці — напис «За нашу Советскую Родину», серп і молот. Усі написи та зображення на медалі — випуклі.
Медаль за допомогою вушка і кільця з'єднується з п'ятикутною колодочкою, обтягнутою шовковою муаровою стрічкою блакитного кольору шириною 24 мм. По центру стрічки — подовжня смужка зеленого кольору шириною 6 мм. Краї стрічки та зеленої смужки оторочені вузькими смужками білого кольору.

## Нагородження медаллю
Медаллю «За оборону Радянського Заполяр'я» нагороджувалися військовослужбовці Радянської Армії, Військово-морського флоту та військ НКВС, а також цивільні особи, які брали безпосередню участь в обороні Заполяр'я протягом червня 1941  — листопада 1944.
Медаль носиться на лівій стороні грудей, за наявності у нагородженого інших медалей СРСР розташовується після медалі «За оборону Кавказу».
Станом на 1 січня 1995 року медаллю «За оборону Радянського Заполяр'я» було проведено приблизно 353 240 нагороджень.